# Aufzeichnungen aus Birma
Aufzeichnungen aus Birma (franz. Chroniques Birmanes) ist eine Graphic Novel des kanadischen Zeichners Guy Delisle, die von dessen Erlebnissen in Burma berichtet. Sie ist nach Shenzhen und Pjöngjang sein drittes derartiges Werk. 

## Inhalt
Guy Delisle begleitet seine Frau Nadége, die bei Ärzte ohne Grenzen arbeitet, nach Burma. Dabei ist auch ihr gemeinsamer Sohn Louis. So verbringt Delisle seine Zeit zunächst vor allem mit der Erziehung, später findet er mehr Zeit dafür, seine Umgebung zu beobachten und zu zeichnen. So erzählt er in kurzen Episoden von den Erlebnissen eines jungen Vaters, den Begegnungen mit der fremden Kultur und den Widrigkeiten in der Militärdiktatur.

## Veröffentlichung
Der Comic erschien 2007 in Frankreich bei Delcourt. Es folgte eine deutsche Übersetzung durch Kai Wilksen im Mai 2009 bei Reprodukt sowie auch eine englische bei Drawn and Quarterly.

## Rezeption
Kritiken loben die minimalistische Darstellung, die eine klar subjektive Sicht auf das Erlebte deutlich machen. Dabei werden, ohne die Konfrontation zu suchen, die Erfahrungen in einer Militärdiktatur geschildert. Trotz Ironie und kuriosen Erzählungen werde der ernste Hintergrund deutlich. Die Süddeutsche Zeitung schreibt von einer „poetischen Ironie“, Die Tageszeitung fasst die Erzählweise Delisles zusammen zu „das sensible Ich und die weite, schöne, schreckliche Welt“.